# BRP Leovigildo Gantioqui
Le BRP Leovigildo Gantioqui (PC-384) est le douzième patrouilleur côtier de la classe Jose Andrada de la marine philippine. Il fait partie du lot II de sa classe commandé par l’intermédiaire des ventes militaires à l’étranger (FMS) des États-Unis en 1993, et a été mis en service par la marine philippine en 1996,. Il a d’abord été désigné comme Fast Patrol Craft, et a été numéroté « DF-384 », mais plus tard, il a été redésigné comme une canonnière de patrouille, et a été renuméroté « PG-384 »,. Une autre reclassification a été effectuée en avril 2016, qui l’a redésigné comme le patrouilleur côtier « PC-384 ».

## Conception
Le navire a été construit selon les normes de la Garde côtière américaine avec une coque et une superstructure en aluminium. Il est propulsé par deux moteurs Diesel Detroit Diesel Corporation 16V-92TA d’une puissance combinée d’environ 2800 ch, entraînant deux hélices et donnant une vitesse maximale de 28 nœuds (52 km/h). L’autonomie maximale est de 1200 milles marins (2200 km) à 12 nœuds (22 km/h) ou de 600 milles marins (1100 km) à 24 nœuds (44 km/h).
Le navire était conçu à l’origine pour transporter un canon de 40 mm Mk.3, un mortier de 81 mm à l’arrière et quatre mitrailleuses de 12,7 × 99 mm OTAN (calibre .50),. Au lieu de cela, il est armé d’un chain gun M242 Bushmaster de 25 mm sur un affût Mk.38 Mod.0, de quatre mitrailleuses Browning M2HB de calibre 12,7 mm sur des affûts Mk.26, dont deux positionnées à l’avant et deux à l’arrière, et de deux mitrailleuses M60 de 7,62 × 51 mm OTAN (calibre .30), toutes deux montées au milieu du navire. Le navire peut transporter 4000 cartouches de 12,7 mm et 2000 cartouches de 7,62 mm. De grandes jumelles « Big Eyes » sont également transportées sur des supports trépied, l’un sur le gaillard d'avant et l’autre juste au-dessus du mât. Faisant partie du deuxième lot (PG-379 à PG-395), il est équipé d’un chain gun M242 Bushmaster Mk.38 Mod.0 de 25 mm que le premier lot de navires ne transporte pas,,.
Le patrouilleur est équipé d’un radar de recherche et de navigation de surface Raytheon AN/SPS-64(V)11, mais avec une antenne plus petite que celles utilisées sur les plus grands navires de la marine philippine,. Comme tous les autres navires de la marine philippine, il a été équipé du système de suivi des navires de la marine philippine (VTS) par le Naval Sea Systems Command.
Un bateau pneumatique semi-rigide de 4 mètres, propulsé par un moteur hors-bord de 40 ch, est rangé au milieu du navire.

## Historique
En septembre 2024, le BRP Leovigildo Gantioqui a subi des réparations sur son artillerie principale pour renforcer sa préparation au combat. Le principal système de défense du navire est un canon automatique de 25 mm Mk 38 Mod 1, qui a subi des réparations et des améliorations. La disponibilité des pièces de rechange nécessaires et le déploiement à bord du personnel technique ont permis de restaurer le bon état de fonctionnement du canon automatique, a déclaré la marine philippine. Le BRP Leovigildo Gantioqui était alors déployé au sein du commandement des forces navales du sud de Luçon.
En février 2018, le BRP Leovigildo Gantioqui se trouvait à la base navale de Subic Bay, province de Zambales.
En novembre 2011, le BRP Leovigildo Gantioqui a arraisonné une embarcation suspecte, identifiée comme étant le M/L Lady Luck, au large de Parang, province de Sulu, avec une cargaison de bois coupé illégalement. L’inspection de la cargaison à l’embarcadère de Jolo par des représentants du DENR-Sulu et de la PN Naval Task Force Sulu a confirmé l’absence de documentation appropriée, ce qui a entraîné le dépôt d’accusations contre le propriétaire du bateau.
En mars 2020, pendant la pandémie de Covid-19, les forces navales de l’ouest de Mindanao, par l’intermédiaire du BRP Leovigildo Gantioqui, ont livré des biens de secours à des compatriotes vivant à l’étranger (appelés « kababayans » aux Philippines) de Malaisie, en quarantaine sur l’île de Sibakel, à Basilan. Il s’agissait de passagers philippins de deux navires commerciaux, de retour de Sabah, en Malaisie, et en route vers la ville de Zamboanga. Les forces navales de l’ouest de Mindanao avaient lancé un appel aux dons (notamment de l’eau potable, des conserves, des vêtements et des médicaments, des équipements de protection individuelle, des kits d’hygiène, des draps, des ustensiles de cuisine, des couvertures, du gel hydroalcoolique, des mouchoirs, des moustiquaires et des répulsifs) pour ces compatriotes bloqués en quarantaine.